# Ema Destinnová
Emilie Paulina Venceslava Kittlova (Praga, Imperi Austrohongarès, 26 de febrer de 1878 - České Budějovice, Txecoslovàquia, 28 de gener de 1930), coneguda també amb els noms artístics d'Emilie Kittlová i Emmy Destinn (en les nacions anglosaxones), va ser una cantant d'òpera soprano txeca que va ser famosa a Europa i Estats Units en els anys previs a la Primera Guerra Mundial.
Soprano dúctil de veu cabalosa, companya artística del gran tenor Enrico Caruso, primera Salomé a Berlín i creadora de Minnie de La fanciulla del West de Giacomo Puccini, la seva devoció per l'art i la cultura txeca la van convertir en figura emblemàtica del seu país.

## Biografia
Nena prodigi, va estudiar amb Marie von Dreger Loewe-Destinn, de qui va adoptar el nom en senyal d'homenatge. Rebutjada en audicions de tres teatres (a Praga, Dresden i el Teatre des Westen a Berlín) va ser finalment acceptada en l'Òpera de la Cort de Berlín on va cantar 54 papers (incloent 12 estrenes, entre elles Salomé de Richard Strauss dirigida pel compositor). En aquest teatre va cantar més de 700 representacions entre 1898 i 1908.
La consagració internacional li va arribar amb el paper de Senta a Der fliegende Holländer de Wagner al Festival de Bayreuth per invitació de la vídua del compositor, Còsima Wagner. El 1904 va debutar al Covent Garden de Londres a Don Giovanni de Mozart, allà va cantar en la primera representació de Madama Butterfly de Puccini al costat d'Enrico Caruso. El 1908 va debutar al Metropolitan Opera de Nova York com a Aida de Verdi i posteriorment en l'estrena mundial de La fanciulla del West de Puccini amb Enrico Caruso dirigits per Arturo Toscanini. El duo Destinn-Caruso va ser una de les principals atraccions de l'època i en l'escenari del Metropolitan, la soprano va cantar 250 representacions en 21 papers. Va ser també molt apreciada com a Carmen de Bizet, Nedda de Pagliacci, Santuzza a Cavalleria Rusticana i Maddalena a Andrea Chénier de Giordano.
Eclipsada durant la Primera Guerra Mundial quan va retornar al seu país i va tenir problemes per les seves simpaties cap a la resistència txeca, va ser internada al seu castell fins a la fi de la guerra. Acabat el conflicte, la seva carrera no va tornar a ser la mateixa, el 1918, es va retirar cada vegada més, concentrant-se en papers eslaus al Teatre Nacional de Praga on va cantar Libuše, Marenka de La núvia venuda i Milada de El cas Makropoulos. No s'ha sabut res sobre el destí del seu marit, el primer tinent Josef Halsbach, i de la família en general. Va actuar a Londres al Festival de Música Txecoslovaca i onze vegades al Covent Garden. El 1919 va tornar al Metropolitan Opera de Nova York per dues temporades amb el nom de "Ema Destinnová". Es va posar greument malalta, una ràpida operació li va salvar la vida. El 1925 va emprendre una petita gira per Iugoslàvia i va actuar a Bratislava. El 1926 va començar el comiat dels escenaris: un últim concert a la Lucerna de Praga i una gira per vint ciutats de Txecoslovàquia. El 1928 va donar un últim concert a Londres pel desè aniversari de la Primera Txecoslovàquia. Finalment es va retirar a la seva residència, el castell de Stráž, prop de České Budějovice, i només va donar concerts ocasionals. "El més terrible és veure una dona vella a l'escenari", va ser el seu credo, que la va portar a la jubilació voluntària als 50 anys (1926). Emmy Destinn es va dedicar des de llavors a classes de cant.
Cantant, compositora, poeta i escriptora, la seva vida va ser retratada en el llargmetratge Božská Ema (La divina Ema) de 1979 dirigida per Jiří Krejčík.
En el que llavors era Txecoslovàquia, avui República Txeca, però també a Eslovàquia, va ser celebrada i venerada com una heroïna nacional. La seva veu de soprano era considerada de la més pura bellesa i campana-pura, era d'una expressivitat i escala expressiva inusuals, que dominava un repertori de més de 80 grans parts. Emmy Destinn va morir durant una operació ocular (ictus) el 28 de gener de 1930 a České Budějovice i va ser enterrat entre una gran part de la població al cementiri dels Herois Vyšehrad de Praga.

## Honor pòstum
Es representa al bitllet de la corona del 2000 i a dos segells txecs. A casa seva, al centre de la ciutat de Praga, l'administració de la ciutat tenia una pedra commemorativa amb la nota "Ema Destinnová va viure aquí 1908-1914" i un bust de bronze adossat a ella.
L'asteroide 6583 Destinn va rebre el seu nom.

## Obres
Va compondre algunes cançons i va escriure poemes i novel·les. Emmy Destinn va ser una reconeguda intèrpret de les obres de Wolfgang Amadeus Mozart, Richard Wagner i l'òpera italiana, així com d'obres txeques com Smetana i Zdeněk Fibich.
Llibres de poesia
- Květy sněhu.
- Der galante Abbé. Música de Leo Blech. Bote & Bock, Berlín 1907.
- Sturm und Ruhe. Carl Duncker, Berlin 1902

Romà
- Pan doktor Casanova. Traduït de l'alemany al txec per Václav Šmejkal. Vysehrad, Praga 1988.
- Kněžna Libuše. Praga 1910.
- Ve stínu modré růže. Praga 1921.

Drama
- Nadarmo. (Una obra representada a Švandovo divadlo).
- Rahel.

Documents sonors
Emmy Destinn va deixar nombrosos enregistraments; el seu primer disc va aparèixer el 1901 a Berliner Records, altres a Columbia (Berlín 1904), Odeon (Berlín 1905-11), G&T (Berlín 1907), Gramophone (Berlín 1908-10, Londres 1911), Edison (Nova York 1911), Columbia (Nova York 1912) i Victor (Nova York 1914–21).
- CD 4925 E. Destinnová – Àries i cançons 1901–1909
- CD 5806 E. Destinnová – Àries i cançons 1910–1921
- CD 5807 E. Destinnová – Àries i cançons 1901
- LP 1701 E. Destinnová – repertori txec
- Doppel-LP Supraphon 110319 - Ema Destinnová, (edició col·lectiva) - Repertori alemany
- Supraphon 11 2136-2 600 The complete Destinn (12 CD set)